# Mistrovství čtyř kontinentů v rychlobruslení 2023
Mistrovství čtyř kontinentů v rychlobruslení 2023 se konalo ve dnech 2.–4. prosince 2022 v rychlobruslařské hale Centre de glaces v kanadském Québecu. Jednalo se o třetí ročník společného šampionátu neevropských závodníků. Závodilo se na jednotlivých tratích.
| Program                                                                             | Program                                                         | Program                                                       |
| 2. prosince                                                                         | 3. prosince                                                     | 4. prosince                                                   |
| ----------------------------------------------------------------------------------- | --------------------------------------------------------------- | ------------------------------------------------------------- |
| 500 m ženy 500 m muži 3000 m ženy 5000 m muži týmový sprint ženy týmový sprint muži | 1500 m ženy 1500 m muži hromadný start ženy hromadný start muži | 1000 m ženy 1000 m muži stíhací závod ženy stíhací závod muži |

## Muži

### 500 metrů
Závodu se zúčastnilo 15 závodníků.
| Pořadí           | Jméno             | Země        | Čas   |
| ---------------- | ----------------- | ----------- | ----- |
| Zlatá medaile    | Laurent Dubreuil  | Kanada      | 34,46 |
| Stříbrná medaile | Júma Murakami     | Japonsko    | 34,88 |
| Bronzová medaile | Kim Čun-ho        | Jižní Korea | 34,97 |
| 4.               | Čcha Min-kju      | Jižní Korea | 35,00 |
| 5.               | Kim Čchol-min     | Jižní Korea | 35,10 |
| 6.               | Christopher Fiola | Kanada      | 35,22 |
| 7.               | Judai Jamamoto    | Japonsko    | 35,24 |
| 8.               | Jevgenij Koškin   | Kazachstán  | 35,48 |
| 9.               | Cedrick Brunet    | Kanada      | 35,59 |
| 10.              | Zach Stoppelmoor  | USA         | 35,80 |

### 1000 metrů
Závodu se zúčastnilo 14 závodníků.
| Pořadí           | Jméno             | Země        | Čas     |
| ---------------- | ----------------- | ----------- | ------- |
| Zlatá medaile    | Laurent Dubreuil  | Kanada      | 1:09,27 |
| Stříbrná medaile | Pak Song-hjon     | Jižní Korea | 1:09,83 |
| Bronzová medaile | Kim Tche-jun      | Jižní Korea | 1:10,25 |
| 4.               | Christopher Fiola | Kanada      | 1:10,66 |
| 5.               | David La Rue      | Kanada      | 1:10,67 |
| 6.               | Kim Kjong-re      | Jižní Korea | 1:10,97 |
| 7.               | Alexandr Klenko   | Kazachstán  | 1:11,04 |
| 8.               | Judai Jamamoto    | Japonsko    | 1:11,06 |
| 9.               | Tu Chao-nan       | Čína        | 1:11,26 |
| 10.              | Zach Stoppelmoor  | USA         | 1:11,36 |

### 1500 metrů
Závodu se zúčastnilo 14 závodníků.
| Pořadí           | Jméno                    | Země        | Čas     |
| ---------------- | ------------------------ | ----------- | ------- |
| Zlatá medaile    | Antoine Gélinas-Beaulieu | Kanada      | 1:44,66 |
| Stříbrná medaile | Dmitrij Morozov          | Kazachstán  | 1:46,30 |
| Bronzová medaile | Jake Weidemann           | Kanada      | 1:47,40 |
| 4.               | Om Čchon-ho              | Jižní Korea | 1:47,56 |
| 5.               | Conor McDermott-Mostowy  | USA         | 1:47,60 |
| 6.               | Demjan Gavrilov          | Kazachstán  | 1:48,17 |
| 7.               | Šen Chan-jang            | Čína        | 1:48,77 |
| 8.               | Jang Ho-čun              | Jižní Korea | 1:49,24 |
| 9.               | Wang Š’-wej              | Čína        | 1:49,82 |
| 10.              | Hubert Marcotte          | Kanada      | 1:50,10 |

### 5000 metrů
Závodu se zúčastnilo 12 závodníků.
| Pořadí           | Jméno                    | Země        | Čas     |
| ---------------- | ------------------------ | ----------- | ------- |
| Zlatá medaile    | Vitalij Ščigolev         | Kazachstán  | 6:22,81 |
| Stříbrná medaile | I Sung-hun               | Jižní Korea | 6:23,36 |
| Bronzová medaile | Jordan Belchos           | Kanada      | 6:24,11 |
| 4.               | Antoine Gélinas-Beaulieu | Kanada      | 6:25,02 |
| 5.               | Čong Če-won              | Jižní Korea | 6:30,24 |
| 6.               | Bakdaulet Sagatov        | Kazachstán  | 6:34,58 |
| 7.               | Šen Chan-jang            | Čína        | 6:35,93 |
| 8.               | Kelin Dunfee             | USA         | 6:41,88 |
| 9.               | Jonathan Tobon           | USA         | 6:43,85 |
| 10.              | Josh Whyte               | Nový Zéland | 6:48,74 |

### Závod s hromadným startem
Závodu se zúčastnilo 12 závodníků.
| Pořadí           | Jméno                   | Země        | Body | Čas     |
| ---------------- | ----------------------- | ----------- | ---- | ------- |
| Zlatá medaile    | Čong Če-won             | Jižní Korea | 60   | 8:15,77 |
| Stříbrná medaile | I Sung-hun              | Jižní Korea | 41   | 8:15,84 |
| Bronzová medaile | Šen Chan-jang           | Čína        | 21   | 8:16,49 |
| 4.               | Jordan Belchos          | Kanada      | 10   | 8:16,79 |
| 5.               | Bakdaulet Sagatov       | Kazachstán  | 8    | 8:20,43 |
| 6.               | Wang Chung-li           | Čína        | 7    | 8:17,37 |
| 7.               | Zach Stoppelmoor        | USA         | 6    | 8:16,80 |
| 8.               | Kotaro Kasahara         | Japonsko    | 3    | 8:17,28 |
| 9.               | Conor McDermott-Mostowy | USA         | 1    | 8:19,81 |
| 10.              | Max Halyk               | Kanada      | 0    | 8:25,02 |

### Týmový sprint
Závodu se zúčastnilo 5 týmů.
| Pořadí           | Tým                                                          | Čas     |
| ---------------- | ------------------------------------------------------------ | ------- |
| Zlatá medaile    | Kanada Christopher Fiola, Laurent Dubreuil, David La Rue     | 1:20,59 |
| Stříbrná medaile | Jižní Korea Kim Čun-ho, Kim Tche-jun, Pak Song-hjon          | 1:21,25 |
| Bronzová medaile | USA Tanner Worley, Zach Stoppelmoor, Conor McDermott-Mostowy | 1:21,28 |
| 4.               | Kazachstán Artur Galijev, Alexandr Klenko, Demjan Gavrilov   | 1:22,98 |
| 5.               | Čína Tu Chao-nan, Wang Š’-wej, Čchüan Siang-che              | 1:23,71 |

### Stíhací závod družstev
Závodu se zúčastnilo 5 týmů.
| Pořadí           | Tým                                                             | Čas     |
| ---------------- | --------------------------------------------------------------- | ------- |
| Zlatá medaile    | Jižní Korea Čong Če-won, Om Čchon-ho, Jang Ho-čun               | 3:47,17 |
| Stříbrná medaile | Kanada Jake Weidemann, Antoine Gélinas-Beaulieu, Max Halyk      | 3:47,51 |
| Bronzová medaile | Čína Šen Chan-jang, Wang Chung-li, Wang Š’-wej                  | 3:53,93 |
| 4.               | Kazachstán Demjan Gavrilov, Vitalij Ščigolev, Bakdaulet Sagatov | 3:54,64 |
| 5.               | USA Tanner Worley, Jonathan Tobon, Kelin Dunfee                 | 3:57,98 |

## Ženy

### 500 metrů
Závodu se zúčastnilo 15 závodnic.
| Pořadí           | Jméno                    | Země        | Čas   |
| ---------------- | ------------------------ | ----------- | ----- |
| Zlatá medaile    | Kim Min-son              | Jižní Korea | 38,14 |
| Stříbrná medaile | Konami Sogaová           | Japonsko    | 38,51 |
| Bronzová medaile | Jukino Jošidová          | Japonsko    | 38,55 |
| 4.               | Jekatěrina Ajdovová      | Kazachstán  | 38,64 |
| 5.               | I Na-hjon                | Jižní Korea | 39,03 |
| 6.               | Kim Hjon-jong            | Jižní Korea | 39,11 |
| 7.               | Pchej Čchung             | Čína        | 39,14 |
| 8.               | Rose Lalibertéová-Royová | Kanada      | 39,58 |
| 9.               | Sarah Warrenová          | USA         | 39,62 |
| 10.              | Čang Li-na               | Čína        | 39,75 |

### 1000 metrů
Závodu se zúčastnilo 16 závodnic.
| Pořadí           | Jméno                | Země        | Čas     |
| ---------------- | -------------------- | ----------- | ------- |
| Zlatá medaile    | Kim Min-son          | Jižní Korea | 1:16,06 |
| Stříbrná medaile | Jekatěrina Ajdovová  | Kazachstán  | 1:16,19 |
| Bronzová medaile | Béatrice Lamarcheová | Kanada      | 1:17,39 |
| 4.               | Kim Hjon-jong        | Jižní Korea | 1:17,49 |
| 5.               | Maddison Pearmanová  | Kanada      | 1:17,62 |
| 6.               | Alison Desmaraisová  | Kanada      | 1:18,02 |
| 7.               | Rin Kosakaová        | Japonsko    | 1:18,25 |
| 8.               | Jukino Jošidová      | Japonsko    | 1:19,03 |
| 9.               | Pchej Čchung         | Čína        | 1:19,16 |
| 10.              | Jang Pin-jü          | Čína        | 1:19,70 |

### 1500 metrů
Závodu se zúčastnilo 14 závodnic.
| Pořadí           | Jméno                | Země        | Čas     |
| ---------------- | -------------------- | ----------- | ------- |
| Zlatá medaile    | Naděžda Morozovová   | Kazachstán  | 1:56,37 |
| Stříbrná medaile | Jekatěrina Ajdovová  | Kazachstán  | 1:57,52 |
| Bronzová medaile | Alison Desmaraisová  | Kanada      | 1:58,26 |
| 4.               | Jang Pin-jü          | Čína        | 1:59,38 |
| 5.               | Rin Kosakaová        | Japonsko    | 1:59,97 |
| 6.               | Abigail McCluskeyová | Kanada      | 2:00,34 |
| 7.               | Pak Či-u             | Jižní Korea | 2:00,96 |
| 8.               | Juka Takahašiová     | Japonsko    | 2:02,75 |
| 9.               | Hwang Hjon-son       | Jižní Korea | 2:03,64 |
| 10.              | Čchen Siang-jü       | Čína        | 2:03,69 |

### 3000 metrů
Závodu se zúčastnilo 11 závodnic.
| Pořadí           | Jméno                | Země        | Čas     |
| ---------------- | -------------------- | ----------- | ------- |
| Zlatá medaile    | Valérie Maltaisová   | Kanada      | 4:03,15 |
| Stříbrná medaile | Naděžda Morozovová   | Kazachstán  | 4:05,51 |
| Bronzová medaile | Béatrice Lamarcheová | Kanada      | 4:10,66 |
| 4.               | Jang Pin-jü          | Čína        | 4:10,97 |
| 5.               | Laura Hallová        | Kanada      | 4:12,54 |
| 6.               | Rin Kosakaová        | Japonsko    | 4:18,13 |
| 7.               | Čchen Siang-jü       | Čína        | 4:19,14 |
| 8.               | Pak Či-u             | Jižní Korea | 4:20,06 |
| 9.               | Pak Čche-won         | Jižní Korea | 4:22,02 |
| 10.              | Li Le-ming           | Čína        | 4:26,03 |

### Závod s hromadným startem
Závodu se zúčastnilo 9 závodnic.
| Pořadí           | Jméno                | Země        | Body | Čas     |
| ---------------- | -------------------- | ----------- | ---- | ------- |
| Zlatá medaile    | Valérie Maltaisová   | Kanada      | 60   | 9:14,70 |
| Stříbrná medaile | Jang Pin-jü          | Čína        | 41   | 9:15,30 |
| Bronzová medaile | Pak Či-u             | Jižní Korea | 22   | 9:15,44 |
| 4.               | Pak Čche-won         | Jižní Korea | 10   | 9:16,57 |
| 5.               | Li Le-ming           | Čína        | 9    | 9:16,72 |
| 6.               | Rin Kosakaová        | Japonsko    | 6    | 9:16,87 |
| 7.               | Laura Hallová        | Kanada      | 5    | 9:22,77 |
| 8.               | Rebecca Simmonsová   | USA         | 4    | 9:20,71 |
| —                | Giorgia Birkelandová | USA         | DNF  | DNF     |

### Týmový sprint
Závodu se zúčastnily 4 týmy.
| Pořadí           | Tým                                                                        | Čas     |
| ---------------- | -------------------------------------------------------------------------- | ------- |
| Zlatá medaile    | Čína Čang Li-na, Pchej Čchung, Jang Pin-jü                                 | 1:30,59 |
| Stříbrná medaile | USA Chrysta Randsová, Anna Quinnová, Sarah Warrenová                       | 1:31,38 |
| Bronzová medaile | Kanada Rose Lalibertéová-Royová, Alison Desmaraisová, Abigail McCluskeyová | 1:31,61 |
| 4.               | Jižní Korea I Na-hjon, Kim Hjon-jong, Kim Min-son                          | 1:32,00 |

### Stíhací závod družstev
Závodu se zúčastnily 4 týmy.
| Pořadí           | Tým                                                                  | Čas     |
| ---------------- | -------------------------------------------------------------------- | ------- |
| Zlatá medaile    | Kanada Béatrice Lamarcheová, Maddison Pearmanová, Valérie Maltaisová | 3:06,87 |
| Stříbrná medaile | Čína Čchen Siang-jü, Li Le-ming, Jang Pin-jü                         | 3:11,19 |
| Bronzová medaile | Jižní Korea Hwang Hjon-son, Pak Čche-won, Pak Či-u                   | 3:11,27 |
| 4.               | USA Thalia Staehleová, Giorgia Birkelandová, Rebecca Simmonsová      | 3:14,49 |

## Medailové pořadí zemí
| Pořadí | Země        | Zlato | Stříbro | Bronz | Celkem |
| ------ | ----------- | ----- | ------- | ----- | ------ |
| 1.     | Kanada      | 7     | 1       | 6     | 14     |
| 2.     | Jižní Korea | 4     | 4       | 4     | 12     |
| 3.     | Kazachstán  | 2     | 4       | 0     | 6      |
| 4.     | Čína        | 1     | 2       | 2     | 5      |
| 5.     | Japonsko    | 0     | 2       | 1     | 3      |
| 6.     | USA         | 0     | 1       | 1     | 2      |